# Podosie (gromada)
Podosie – dawna gromada, czyli najmniejsza jednostka podziału terytorialnego Polskiej Rzeczypospolitej Ludowej w latach 1954–1972.
Gromady, z gromadzkimi radami narodowymi (GRN) jako organami władzy najniższego stopnia na wsi, funkcjonowały od reformy reorganizującej administrację wiejską przeprowadzonej jesienią 1954 do momentu ich zniesienia z dniem 1 stycznia 1973, tym samym wypierając organizację gminną w latach 1954–1972.
Gromadę Podosie z siedzibą GRN w Podosiu utworzono – jako jedną z 8759 gromad na obszarze Polski – w powiecie łukowskim w woj. lubelskim na mocy uchwały nr 13 WRN w Lublinie z dnia 5 października 1954. W skład jednostki weszły obszary dotychczasowych gromad Nowiny-Pokarczmiska, Germanicha, Teodorów, Feliksin, Podosie i Gołe Łazy ze zniesionej gminy Jarczew oraz miejscowość Rozłąki z dotychczasowej gromady Cisownik ze zniesionej gminy Radoryż w tymże powiecie. Dla gromady ustalono 19 członków gromadzkiej rady narodowej.
1 stycznia 1959 do gromady Podosie włączono obszar zniesionej gromady Jarczew w tymże powiecie.
1 stycznia 1962 do gromady Podosie włączono wieś Laski ze zniesionej gromady Fiukówka w tymże powiecie.
1 stycznia 1963 z gromady Podosie wyłączono wieś Laski, włączając ją do gromady Krzywda w tymże powiecie.
Gromada przetrwała do końca 1972 roku, czyli do kolejnej reformy gminnej.